# Кукаро Ветере
Кукаро Ветере је насеље у Италији у округу Салерно, региону Кампанија.
Према процени из 2011. у насељу је живело 539 становника. Насеље се налази на надморској висини од 629 м.

## Становништво
| 1951. | 1961. | 1971. | 1981. | 1991. | 2001. | 2011. |
| ----- | ----- | ----- | ----- | ----- | ----- | ----- |
| 858   | 770   | 720   | 656   | 695   | 622   | 580   |